# Pterachaenia
 Pterachaenia   (Benth. & Hooker.f.) & Lipsch., 1971 è un genere di piante angiosperme dicotiledoni della famiglia delle Asteraceae.

## Etimologia
Il nome scientifico del genere è stato definito per la prima volta dai botanici George Bentham (1800-1884), Joseph Dalton Hooker (1817-1911) e Sergej Julievitsch Lipschitz (1905-1983) nella pubblicazione " Botanicheskii Zhurnal. Moscow & Leningrad [St. Petersburg]" ( Bot. Zhurn. (Moscow & Leningrad) 56: 1152) del 1971.

## Descrizione
Habitus. L'habitus delle specie di queste piante è di tipo erbaceo perenne (sono annui gli scapi) con superfici sia glabre o mollemente pubescenti. Le radici sono dei fittoni. li steli sono numerosi ma senza foglie. Gli organi interni di queste piante contengono lattoni sesquiterpenici.
Foglie. Le foglie sono disposte in modo alterno. Sono presenti solamente foglie rosulate basali. La lamina è continua con forme da lineari (graminiformi) a strettamente lanceolate (spesso sono allargate nella metà superiore), apici acuti e base attenuata. Il contorno è intero. I margini sono continui o dentati. La superficie è glabra o tomentosa, ma mai ispida o irsuta. Le venature sono parallele.
Infiorescenza. Le infiorescenza, terminali, sono composte da capolini separati. I capolini, per lo più peduncolati, omogami e radiati, sono composti da un involucro formato da diverse brattee embricate in più serie che fanno da protezione al ricettacolo sul quale s'inseriscono i fiori ligulati. Le brattee hanno forme lineari o lanceolate; a volte possono essere connate. Il ricettacolo è nudo (senza pagliette).
Fiori. I fiori (da 12 a 22 per capolino) sono tetra-ciclici (ossia sono presenti 4 verticilli: calice – corolla – androceo – gineceo) e pentameri (ogni verticillo ha in genere 5 elementi). I fiori sono inoltre ermafroditi e zigomorfi.
- Formula fiorale:

*/x K {\displaystyle \infty }, [C (5), A (5)], G 2 (infero), achenio
- Calice: i sepali del calice sono ridotti ad una coroncina di squame.
- Corolla: le corolle sono formate da una ligula terminante con 5 denti; il colore è giallo pallido con venature color porpora; la superficie può essere sia pubescente che glabra; le ligule in genere sono incurvate all'esterno (disposizione radiale).
- Androceo: gli stami sono 5 con filamenti liberi e distinti, mentre le antere sono saldate in un manicotto (o tubo) circondante lo stilo.[11] Le antere alla base sono acute. Il polline è tricolporato (con due lacune), è echinato (con punte) e anche "lophato" (la parte più esterna dell'esina è sollevata a forma di creste e depressioni).[12]
- Gineceo: lo stilo è filiforme. Gli stigmi dello stilo sono due divergenti, filiformi, ricurvi con la superficie stigmatica posizionata internamente (vicino alla base).[13] L'ovario è infero uniloculare formato da 2 carpelli.

Frutti. I frutti sono degli acheni con pappo. Gli acheni, ristretti all'apice e con forme colonnari, hanno 2 - 3 ampie ali biancastre. La superficie è spinulosa tra le ali. Il carpoforo è assente. Il pappo è formato da setole piumose; il colore è fulvo. Il pappo è inserito in un anello cartilagineo all'apice dell'achenio. Lunghezza degli acheni: 12 – 15 mm.

## Biologia
- Impollinazione: l'impollinazione avviene tramite insetti (impollinazione entomogama tramite farfalle diurne e notturne).
- Riproduzione: la fecondazione avviene fondamentalmente tramite l'impollinazione dei fiori (vedi sopra).
- Dispersione: i semi (gli acheni) cadendo a terra sono successivamente dispersi soprattutto da insetti tipo formiche (disseminazione mirmecoria). In questo tipo di piante avviene anche un altro tipo di dispersione: zoocoria. Infatti gli uncini delle brattee dell'involucro si agganciano ai peli degli animali di passaggio disperdendo così anche su lunghe distanze i semi della pianta.

## Distribuzione e habitat
Le piante di questo gruppo sono distribuite in Afghanistan, Pakistan e Iran.

## Tassonomia
La famiglia di appartenenza di questa voce (Asteraceae o Compositae, nomen conservandum) probabilmente originaria del Sud America, è la più numerosa del mondo vegetale, comprende oltre 23.000 specie distribuite su 1.535 generi, oppure 22.750 specie e 1.530 generi secondo altre fonti (una delle checklist più aggiornata elenca fino a 1.679 generi). La famiglia attualmente (2021) è divisa in 16 sottofamiglie.

### Filogenesi
Questo genere appartiene alla sottotribù Scorzonerinae della tribù Cichorieae (unica tribù della sottofamiglia Cichorioideae). In base ai dati filogenetici la sottofamiglia Cichorioideae è il terz'ultimo gruppo che si è separato dal nucleo delle Asteraceae (gli ultimi due sono Corymbioideae e Asteroideae). La sottotribù Scorzonerinae è il secondo clade che si è separato dalla tribù.
La tribù Scorzonerinae è individuata dai seguenti principali caratteri:
- l'indumento di queste piante è morbido fatti di piccoli peli;
- le foglie sono parallelinervie indivise;
- le setole del pappo sono provviste di morbide proiezioni laterali (una fila di cellule appiattite);
- il polline è tricolporato con 2 lacune;
- l'areale (nativo) della sottotribù è relativo al Vecchio Mondo.

All'interno della sottotribù sono stati individuati diversi cladi, alcuni in posizione politomica. Il genere di questa voce, da un punto di vista della filogenesi occupa una posizione abbastanza centrale vicino al "Scorzonera polyclada clade" (con quest'ultimo forma un "gruppo fratello") e al genere Koelpinia. Tutte le sue specie sono derivate dal genere Scorzonera (sect. Pteracaenia Bentham).
I caratteri distintivi per le specie di questo genere ( Pterachaenia) sono:
- l'habitus di queste piante è annuale (o perenne);
- i fusti non hanno i residui delle guaine fogliari;
- le corolle sono colorate di giallo pallido con venature color porpora;
- gli acheni, privi di carpoforo, sono alati;
- gli acheni hanno delle forme colonnari o fusiformi;

Il numero cromosomico delle specie di questo genere è: 2n = 12 e 14 (diploide).

### Elenco delle specie
Questo genere ha 2 specie:
- Pterachaenia codringtonii (Rech.f.) Zaika, Sukhor. & N.Kilian
- Pterachaenia stewartii (Hook.f.) R.R.Stewart

Le due specie differiscono per la struttura del polline e per il numero dei cromosomi.